# Blågullssläktet
Blågullssläktet (Polemonium) är ett släkte i familjen blågullsväxter med ungefär 20 arter. De förekommer i tempererade områden på norra halvklotet, söderut till Mexiko, Centralamerika och Sydamerika. Släktet är systematiskt komplicerat med svåra gränsdragningar mellan arterna. Några arter odlas som trädgårdsväxter i Sverige.
Det består av fleråriga, sällan ettåriga örter. Stjälkarna kommer vanligen från korta, horisontella jordstammar och är upprätta till nedliggande, vanligen ogrenade. Bladen har skaft och sitter strödda, vid basen ofta i rosett, de är parflikiga till parbladiga eller sammansatta. Blommorna kommer i klasar, mer sällan i huvuden. Fodret är klocklikt och pappersaktigt. Kronan kan vara rosa, violett eller blå, mer sällan vit eller gulaktig, klocklik eller rörformad. Frukten är en kapsel.